# Gare de Chêne-Bourg
Pour les articles homonymes, voir Gare de Bourg.
La gare de Chêne-Bourg est une gare ferroviaire desservie par quatre lignes du réseau express régional franco-valdo-genevois dit « Léman Express », située dans la commune de Chêne-Bourg du canton de Genève (Suisse). Elle est fermée le 1er avril 2013 afin d'être rouverte le 15 décembre 2019 en tant que gare intermédiaire de la ligne CEVA (« Cornavin - Genève-Eaux-Vives - Annemasse »).

## Situation ferroviaire
Établie en souterrain à 421 mètres d'altitude, la gare de Chêne-Bourg est située sur le CEVA entre les gares des Eaux-Vives et d'Annemasse.
Du temps de la ligne d'Annemasse à Genève-Eaux-Vives (frontière), elle était située en surface au point kilométrique (PK) 3,405 entre les gares des Eaux-Vives et d'Ambilly.

## Histoire

### La gare d'origine

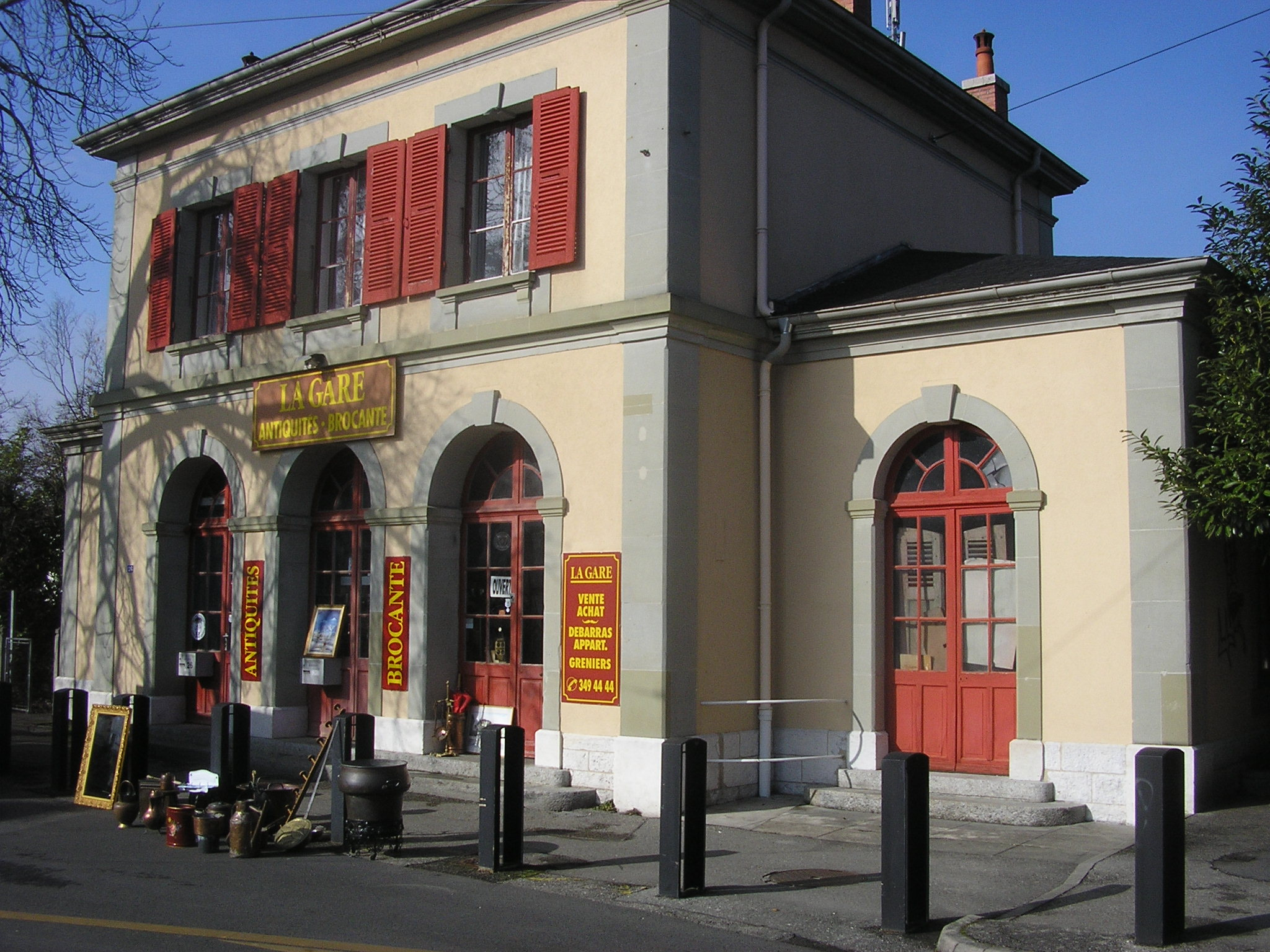
La gare en 2011.

La gare est construite en 1887 et ouvre en même temps que la ligne d'Annemasse à Genève-Eaux-Vives le 27 mai 1888,. Les plans de la gare sont dessinés par l'architecte cantonal Hermann Hug.
La gare ferme en 1987, remplacée par la halte d'Ambilly créée en 1985. Cette fermeture a été exigée par les douanes, qui réclamaient un seul point de contrôle du trafic sur le territoire helvétique, soit la gare de Genève-Eaux-Vives. L'ancien bâtiment, ravalé en 1984 a été conservé et abrite un commerce « La Gare - Antiquités, brocante ».

### Réouverture provisoire
Fin novembre 2011, la gare a fait l'objet de légers travaux qui ont permis sa réouverture temporaire le 12 décembre 2011, : un quai d'environ 75 m a été aménagé entre la voie en service et l'ancien bâtiment voyageurs tandis que des locaux provisoires pour la douane ont été installés.
Avec le démarrage des travaux du projet CEVA et la fermeture de la gare des Eaux-Vives le 27 novembre 2011, cette réouverture a permis le maintien de la circulation des TER entre le canton de Genève et la Haute-Savoie pendant environ 17 mois.
Durant cette réouverture temporaire, l'offre TER fut identique à celle desservant la gare des Eaux-Vives auparavant. En pointe le matin, quatre liaisons de renfort en tramway sont mises en place au départ de la gare par les TPG et circulent à destination des Augustins (voire du Bachet). Le reste de la journée, les correspondances se feront avec le tramway aux stations Place Favre ou Peillonnex de la ligne 12 des TPG à faible distance.
La ligne d'Annemasse à Genève-Eaux-Vives (frontière) finit par définitivement fermer le 1er avril 2013 pour permettre la réalisation des travaux du CEVA.

### La nouvelle gare souterraine

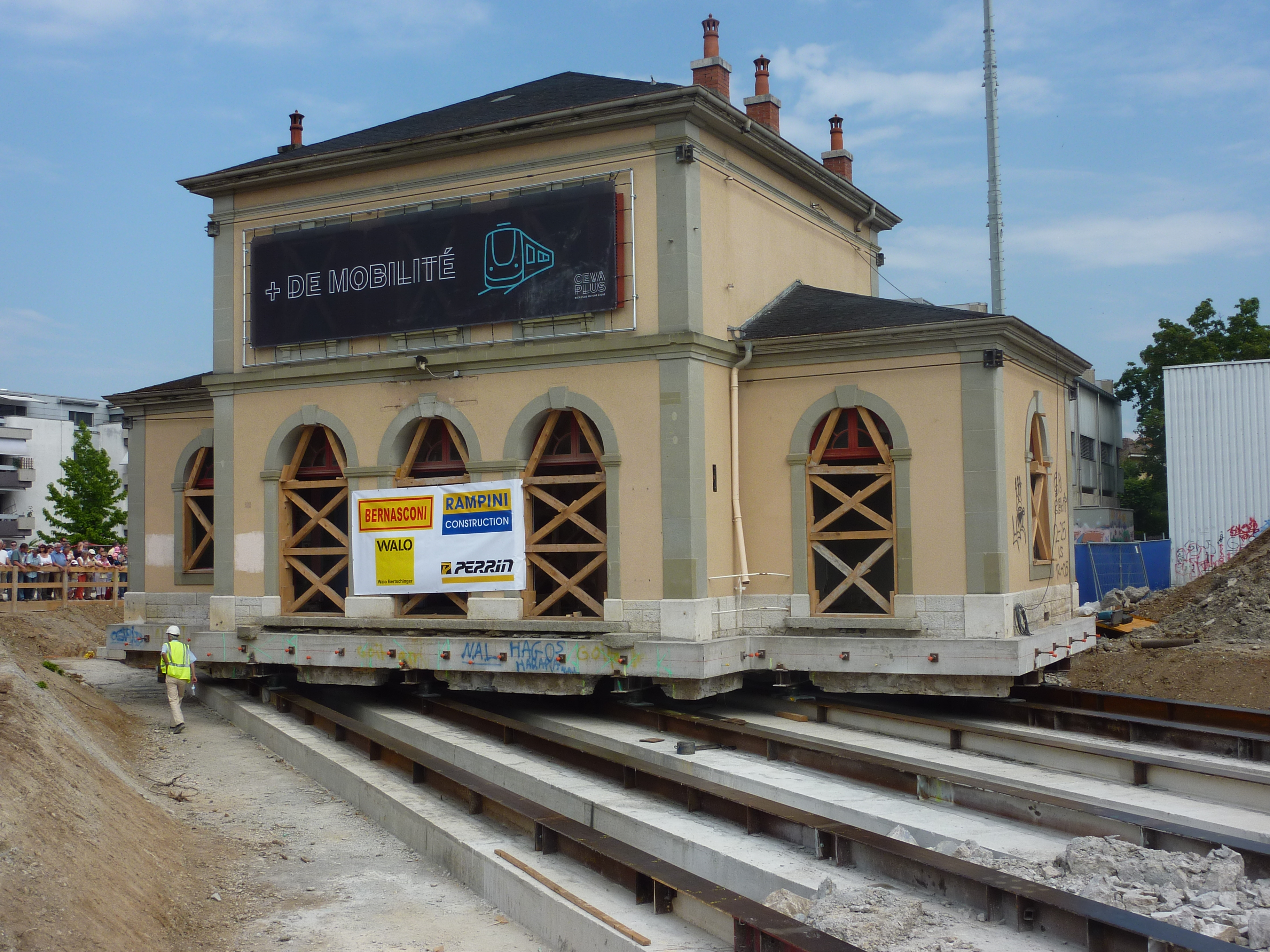
Ancien bâtiment de la gare lors de son déplacement

La gare est reconstruite dans le cadre du projet CEVA : la gare en surface laisse place à une gare souterraine réalisée par les Ateliers Jean Nouvel ; elle est une des gares du Léman Express, mis en service le 15 décembre 2019.
Le bâtiment voyageurs existant est par contre conservé et a été déplacé le 17 juillet 2013, d'environ 40 mètres au nord de la voie ferrée actuelle.

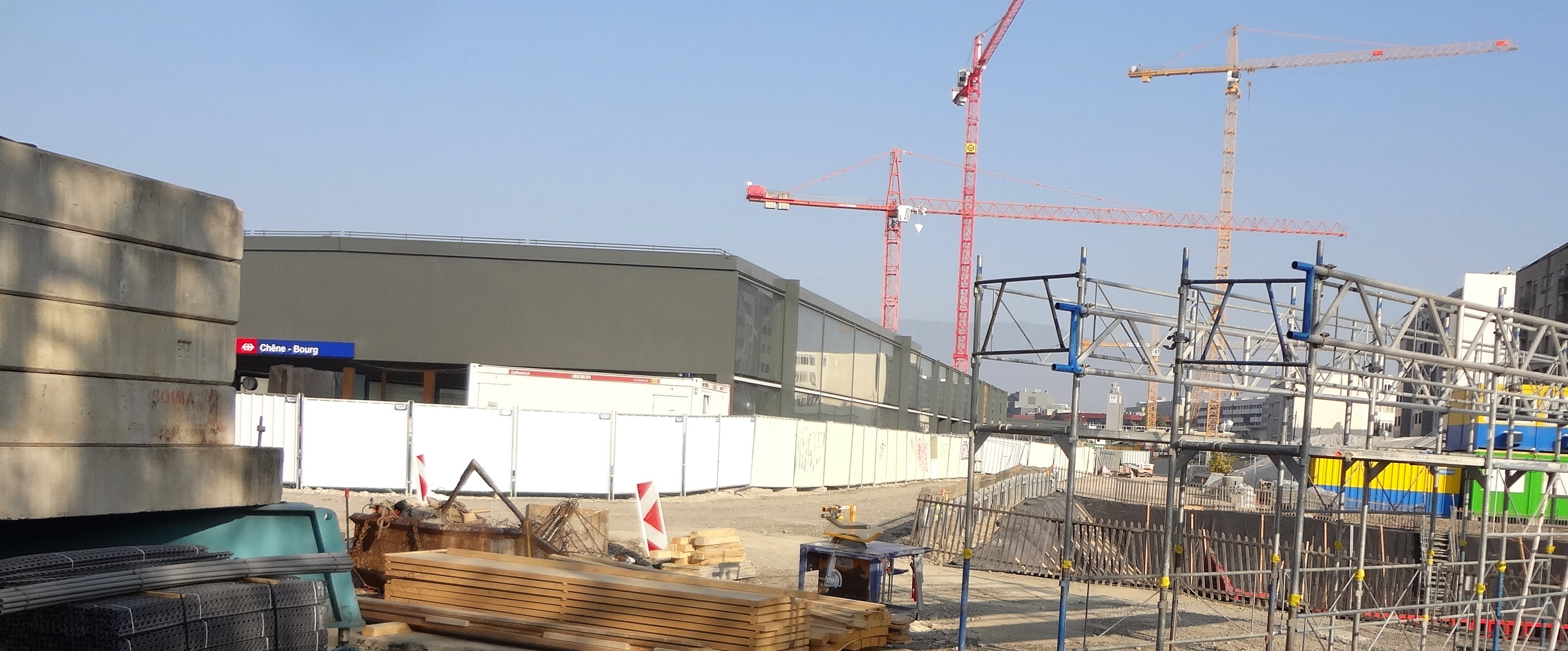
La nouvelle gare en travaux en 2018, vue depuis l'ouest.

Avec la mise en service du CEVA, une interface des transports publics sera créée. Un nouveau plan localisé de quartier prévoit des constructions destinées au logement, au commerce, à des équipements communaux, sur une surface de 24 700 à 30 800 m2,,.

## Service des voyageurs

### Accueil
La gare est équipée d'automates pour l'achat de titres de transport installés dans le hall principal. Des aménagements, équipements et services sont à la disposition des personnes à mobilité réduite.

### Desserte
La gare est desservie par les trains RegioExpress (RE) reliant la gare d'Annemasse à celle de Saint-Maurice, et par les trains du Léman Express qui relient la gare de Coppet aux gares d'Évian-les-Bains (L1), d'Annecy (L2), de Saint-Gervais-les-Bains-Le Fayet (L3) et d'Annemasse (L4).

### Intermodalité
Les arrêts de transport autour de la gare sont organisés ainsi :
- Au sud, les lignes 12 et 17 du tramway de Genève ainsi que les lignes de bus 31, 37, 38 et 41 la desservent à distance à l'arrêt Chêne-Bourg, Place Favre situé à 350 m de la gare ;
- À l'ouest, les lignes de bus 31, 37, 38 et 41 la desservent à l'arrêt Chêne-Bourg, gare-Place ;
- À l'est, les lignes de bus 32 et 37 la desservent à distance à l'arrêt Chêne-Bourg, gare-Tour ;
- Les stations de tramway Thônex, Graveson et Chêne-Bourg, Peillonnex sont aussi considérées par les TPG comme des stations de correspondance.

Originellement dotée d'une boucle de retournement des tramways, ayant servi de terminus à la précédente ligne 17 de tramway, cette dernière a été transformée en un simple tiroir de service fin 2016,.